# Mihai Bravu (Tulcea)
Mihai Bravu es una comuna ubicada en el distrito de Tulcea, Rumania.

## Superficie
Posee una superficie de 84,08 kilómetros cuadrados.

## Demografía
Hasta 2021 la población era de 2245 habitantes, con una densidad de población de 26,70 habitantes por kilómetro cuadrado.